# Örebro Kexfabrik
AB Örebro Kexfabrik grundades i Örebro den 22 oktober 1896 av fabrikör och bagarmästare Simeon Wilhelm Lindfeldt och grosshandlare Paul Genberg. 1967 köptes Örebro Kexfabrik av Göteborgs Kexfabrik, som sedan tidigare ägt en betydande aktiepost i bolaget. Namnet Örebro Kex fanns kvar till 1975 då samtliga produkter placerades under varumärket Göteborgs Kex. Örebro-fabriken lades ned den 3 december 1976.
Idag är de plåtbukar som kexen såldes i samlarobjekt. Särskilt eftertraktade är de kexförpackningar som har formen av hus, så kallade kexhus. Dessa tillverkades ca 1910-1915 av flera olika tillverkare, varav Örebro Bleckemballagefabrik var en.